# 바르게 살자
바르게 살자는 대한민국의 라희찬 감독이 제작한 영화이다.

## 등장 인물
- 정재영 : 정도만 역
- 손병호 : 이승우 역
- 이영은 : 전다혜 역
- 고창석 : 우종대 역
- 이철민 : 조성욱 역
- 주진모 : 지점장 역
- 이한위 : 진압대장 역
- 엄수정 : 한소영 역